# Конно, Асами
Асами Конно (яп. 紺野 あさ美 Konno Asami, род. 7 мая 1987) — японская певица, медиа-персона. Наиболее известна как бывшая участница девичьей идол-группы Morning Musume. По состоянию на конец 2015 года телеведущая на TV Tokyo.

## Биография
Родилась 7 мая 1987 года в районе Тоёхира-ку города Саппоро на острове Хоккайдо в Японии.
Вошла в состав группы Morning Musume в августе 2001 года как участница 5-го поколения (одновременно с Ай Такахаси, Рисой Ниигаки и Макото Огавой). Дебютировали они все четверо в 13-м сингле группы — «Mr. Moonlight (Ai no Big Band)», который вышел 31 октября 2001 года.
Торжественный выпуск Асами Конно из Morning Musume состоялся в июле 2006 года. На тот момент ей было 19 лет.
Вскоре, в том же 2006 году, Конно поступила в престижный Университет Кэйо. Как она сама говорит, заниматься там приходилось по 11 часов в день.
Тем не менее, в итоге её уход из публичной жизни оказался недолгим — уже в следующем году она (продолжая учиться в университете) вернулась в индустрию развлечений.
1 октября 2010 года представляющим её агентством Up-Front Agency — компанией по менеджменту артистов, с которой у неё контракт — была обнародована новость, что Асами Конно получила предложение от телеканала TV Tokyo начать с 2011 года работать на нём ведущей.
В марте 2011 года Конно окончила факультет экологии и информации Университета Кэйо. В апреле того же года поступила на работу на TV Tokyo в качестве ведущей. В том же месяце открыла на сайте TV Tokyo свой официальный блог.
С мая 2015 года ведёт на TV Tokyo собственную позднюю 5-минутную программу Konno Imakara Odorutteyo (яп. 紺野、今から踊るってよ), посвящённую танцам. Программа выходит поздно ночью каждый день с понедельника по четверг. Передача стала популярной, а с октября 2015 года Конно начала вести ещё и утреннюю мини-программу под названием Gokaku Morning！ (яп. 合格モーニング! Го:каку Мо:нингу), тоже с «сумасшедшими танцами». В этой короткой 3-минутной программе, выходящей на TV Tokyo каждое утро в 7:40, она выступает в роли танцующей ведущей-учительницы, которая вначале танцует, а потом даёт и сразу решает несколько задач по математике. Таким образом школьники могут выучить что-то в развлекательной форме.

## Личная жизнь
В 2013 году в жёлтой прессе появилась информация об их «страстной любви» с профессиональным бейсболистом (питчером) Юсукэ Номурой. Чуть позже появилась информация об отношениях с вокалистом группы The Gazette.
1 января 2017 году вышла замуж за бейсболиста Тосиро Сугиура. 15 сентября 2017 году родила дочь.

## Музыкальные коллективы
- Morning Musume (2001—2006)
- Tanpopo[англ.] (2002—2006)
- Временные группы
  - Odoru 11 (2002)
  - 11WATER (2003)
  - H.P. All Stars (2004)
- Country Musume ni Konno to Fujimoto (Morning Musume) (2003—2006)
- Morning Musume Sakuragumi (2003—2004)
- Ongaku Gatas (2007—2011)

и др.

## Дискография
Список релизов группы Morning Musume см. в статье «Дискография Morning Musume».

### DVD
| Название                                                 | Дата выхода    | Чарты |
| Название                                                 | Дата выхода    | JP    |
| -------------------------------------------------------- | -------------- | ----- |
| Allo Hello! Asami Konno DVD (яп. アロハロ!紺野あさ美DVD) | 12 апреля 2006 | 6     |

## Фильмография

### Кинофильмы
- 2002 — Tokkaekko (яп. とっかえっ娘。)
- 2003 — Koinu Dan no Monogatari (яп. 仔犬ダンの物語)

### Телефильмы
- 2002 — Angel Hearts
- 2002 — Ore ga Aitsu de Aitsu ga Ore de (яп. おれがあいつであいつがおれで)
- 2003 — Kochira Hon Ikegami Sho 2 (яп. こちら本池上署2) (гость)[13]
- 2004 — New Cyborg Shibata (яп. 新サイボーグしばたっ!! Shin Saibougu Shibata!!)
- 2005 — Fight! Cyborg Shibata 3 (яп. 闘え!!サイボーグしばた 3 Tatakae!! Cyborg Shibata 3)

### Фотокниги
| №         | Название                                                                                   | Дата выхода      | ISBN               |
| Сольные   | Сольные                                                                                    | Сольные          | Сольные            |
| --------- | ------------------------------------------------------------------------------------------ | ---------------- | ------------------ |
| 1         | Asami Konno (яп. 紺野あさ美)                                                               | 24 августа 2004  | ISBN 4-8470-2816-3 |
| 2         | Natsufuku: Natsu o Sugosu Shoujo (яп. なつふく ～夏を過ごす少女～)                         | 9 августа 2005   | ISBN 4-8470-2877-5 |
| 3         | Alo Hello! Asami Konno Shashinshuu (яп. アロハロ！紺野あさ美写真集)                        | 31 марта 2006    | ISBN 4-04-894265-4 |
| 4         | See You Again                                                                              | 10 июля 2006     | ISBN 4-8470-2939-9 |
| 5         | Asami Konno Shashinshuu Zenshu «Sweet Days» (яп. 紺野あさ美 写真集全集『Sweet Days』)      | 12 сентября 2006 | ISBN 4-8470-2952-6 |
| Групповые |                                                                                            |                  |                    |
| 1         | 5 Morning Musume 5th Generation Member Shashinshuu (яп. 5 モーニング娘。5期メンバー写真集) | 13 августа 2002  | ISBN 4-8470-2721-3 |

Источник: Список фотокниг на официальном сайте Hello! Project (яп.). Дата обращения: 14 января 2016. Архивировано 20 января 2007 года.